# Lista monumentelor istorice din județul Cluj - N

Simbol utilizat pentru monumentele istorice

Lista monumentelor istorice din județul Cluj - N cuprinde monumentele istorice înscrise în Patrimoniul cultural național al României și aflate în localități din județul Cluj al căror nume începe cu litera N. 
Lista completă este menținută și actualizată periodic de către Ministerul Culturii, Cultelor și Patrimoniului Național din România, prin intermediul Institutului Național al Patrimoniului, ultima versiune datând din 2015. Această listă cuprinde și actualizările ulterioare, realizate prin ordin al ministrului culturii.
Puteți căuta un monument din județul Cluj folosind formularul de mai jos sau puteți naviga prin toate monumentele din județ la lista monumentelor istorice din județul Cluj.
| Cod LMI                         | Denumire                                            | Localitate                         | Localizare                                                  | Datare, Creatori | Imagine               | Erori             |
| ------------------------------- | --------------------------------------------------- | ---------------------------------- | ----------------------------------------------------------- | ---------------- | --------------------- | ----------------- |
| CJ-I-s-B-07124 (RAN: 57975.01)  | Așezare                                             | sat Nădășelu; comuna Gârbău        | „dealul Nadeșului”, „bicorit”, „Nadă” 46.82169°N 23.39789°E | Preistorie       | Încarcă foto \| video | Raportează eroare |
| CJ-I-s-A-07125 (RAN: 57190.01)  | Fortificație militară romană                        | sat Negreni; comuna Ciucea         | „Cetatea Turcilor” 46.95°N 22.75°E                          | Epoca romană     | Încarcă foto \| video | Raportează eroare |
| CJ-II-m-B-07718 (RAN: 58222.01) | Biserica de lemn „Sf. Arhangheli”                   | sat Nadășu; comuna Izvoru Crișului | 14                                                          | 1720-1730        | Alte imagini          | Raportează eroare |
| CJ-II-m-B-07719 (RAN: 57975.07) | Conacul Lazsay-Filip                                | sat Nădășelu; comuna Gârbău        | 62 46.8281°N 23.41293°E                                     | sec. XVIII - XIX |                       | Raportează eroare |
| CJ-II-m-B-07720 (RAN: 59844.02) | Biserica reformată                                  | sat Năsal; comuna Țaga             | 46.94344°N 24.11211°E                                       | sec. XV          | Alte imagini          | Raportează eroare |
| CJ-II-m-B-07721 (RAN: 59844.03) | Biserica de lemn „Sf. Arhangheli Mihail și Gavriil” | sat Năsal; comuna Țaga             | 138 46.94524°N 24.11319°E                                   | 1804-1808        | Alte imagini          | Raportează eroare |
| CJ-II-m-A-07722 (RAN: 57680.01) | Biserica de lemn „Adormirea Maicii Domnului”        | sat Nicula; comuna Fizeșu Gherlii  | 253 47.00205°N 23.95697°E                                   | 1650             | Alte imagini          | Raportează eroare |
| CJ-II-m-B-07723 (RAN: 58589.03) | Biserica reformată                                  | sat Nima; comuna Mintiu Gherlii    | 172                                                         | sec. XIII        | Alte imagini          | Raportează eroare |
| CJ-II-m-B-07724 (RAN: 58589.02) | Biserica de lemn „Sf. Arhangheli Mihail și Gavriil” | sat Nima; comuna Mintiu Gherlii    | 206                                                         | 1774             | Alte imagini          | Raportează eroare |
| CJ-II-m-B-07725 (RAN: 55204.02) | Biserica reformată                                  | sat Nireș; comuna Mica             | 339                                                         | sec. XIII        | Alte imagini          | Raportează eroare |